# Ірландія на Чемпіонаті світу з легкої атлетики 2017
Ірландія на Чемпіонаті світу з легкої атлетики 2017, що проходив з 4 по 13 серпня 2017 року в Лондоні (Велика Британія) була представлена 12 спортсменами.

## = Результати

### Чоловіки
Трекові і шосейні дисципліни
| Спортсмен        | Дисципліна        | Забіги    | Забіги | Півфінал        | Півфінал        | Фінал           | Фінал           |
| Спортсмен        | Дисципліна        | Результат | Місце  | Результат       | Місце           | Результат       | Місце           |
| ---------------- | ----------------- | --------- | ------ | --------------- | --------------- | --------------- | --------------- |
| Браян Греган     | 400 м             | 45.37     | 18 Q   | 45.42           | 19              | Завершив виступ | Завершив виступ |
| Марк Інгліш      | 800 м             | 1:48.01   | 34     | Завершив виступ | Завершив виступ | Завершив виступ | Завершив виступ |
| Мік Клохісі      | Марафон           | Н/Д       | Н/Д    | Н/Д             | Н/Д             | 2:16:21         | 22              |
| Сіан Гегір       | Марафон           | Н/Д       | Н/Д    | Н/Д             | Н/Д             | 2:27:33         | 63              |
| Пол Поллок       | Марафон           | Н/Д       | Н/Д    | Н/Д             | Н/Д             | DNS             | –               |
| Томас Барр       | 400 м з бар'єрами | 49.79     | 18 Q   | DNS             | –               | Завершив виступ | Завершив виступ |
| Алекс Райт       | Ходьба 20 км      | Н/Д       |        |                 |                 |                 |                 |
| Брендан Бойс     | Ходьба 50 км      | Н/Д       | Н/Д    | Н/Д             | Н/Д             |                 |                 |
| Роберт Геффернан | Ходьба 50 км      | Н/Д       | Н/Д    | Н/Д             | Н/Д             |                 |                 |
| Алекс Райт       | Ходьба 50 км      | Н/Д       | Н/Д    | Н/Д             | Н/Д             |                 |                 |

### Жінки
Трекові і шосейні дисципліни
| Спортсмен               | Дисципліна | Забіги    | Забіги | Півфінал         | Півфінал         | Фінал            | Фінал            |
| Спортсмен               | Дисципліна | Результат | Місце  | Результат        | Місце            | Результат        | Місце            |
| ----------------------- | ---------- | --------- | ------ | ---------------- | ---------------- | ---------------- | ---------------- |
| Сіофра Клейрайт Бюттнер | 800 м      |           |        |                  |                  |                  |                  |
| Сієра Мегіен            | 1500 м     | 4:10.60   | 34     | Завершила виступ | Завершила виступ | Завершила виступ | Завершила виступ |
| Клер Маккартні          | Марафон    | Н/Д       | Н/Д    | Н/Д              | Н/Д              | 2:38:26          | 33               |